# De arte venandi cum avibus

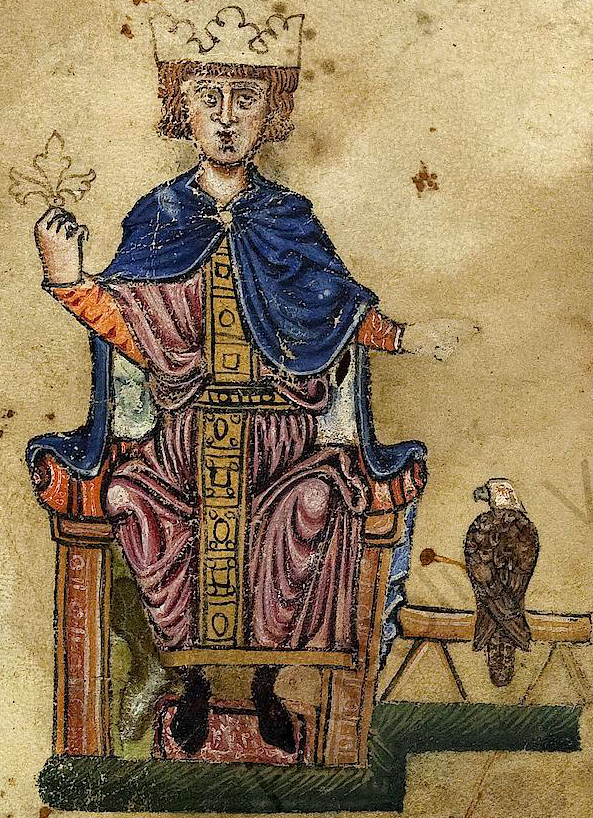
Ilustracja do De arte venandi cum avibus

De arte venandi cum avibus (łac. Sztuka polowania z ptakami) – traktat o sokolnictwie i ptakach autorstwa cesarza Fryderyka II Hohenstaufa z pierwszej połowy XIII wieku.
Dzieło jest autorskim rozwinięciem arabskiego traktatu o sokolnictwie, znacznie wzbogaconym. Oryginał tworzony przez lata miał formę psałterza w 2 tomach. Dostał się w ręce wrogów Fryderyka w 1248 roku i zaginął. Ostatnia wzmianka o nim pochodzi z 1264-5 roku. Dzieło znamy dzięki odpisom, najszerzej znane są kopie odtworzone i bogato iluminowane przez syna Fryderyka – Manfreda w latach 1258-1266. Dwa manuskrypty znajdują się w Bibliotece Watykańskiej (pochodzący z Bibliotheca Palatina) i Bibliotece Narodowej w Paryżu. Dla zachowania dzieła kluczowe były także kopie wykonane przez Jeana Dampierre w 1308 roku.
Poza opisaniem sposobów układania ptaków drapieżnych i polowania z nimi traktat zawiera także opis ponad 900 gatunków ptaków, co czyni go jednym z największych dzieł zoologicznych Średniowiecza. Eksperymenty i wiedza zgromadzona i opisana przez Fryderyka to źródło nowożytnej ornitologii.